# 今日もファイト
『今日もファイト』（きょうもファイト、原題：今日宜加油、英題：Never Give Up）は、2023年に動画配信サービスiQIYIにて放送された職場コメディドラマ。韓国のWebマンガ『ガウス電子（가우스전자）』を原作とし、呉強、于中中が共同監督。主演は鄭愷（ジェン・カイ）と陳鈺琪（チェン・ユーチー）、特別出演に王鶴棣（ワン・ホーディー）。「高発電子会社」の企画三部をめぐり、ユーモラスなオフィスストーリーを語っている。2023年2月21日よりiQIYIにて初放送。

## あらすじ
高発電子会社の企画三部に所属する、副リーダーの李天然（リー・ティエンラン）は、出世を目指しているが、職場のルールが全く理解できていない。そんな中、突然赴任してきた「寝そべり族」の新リーダー・范思思（ファン・スースー）、そして気ままな御曹司社員・白馬帥（バイ・マーシュアイ）と出会い、笑いと混乱に満ちた職場生活が幕を開ける。

## キャスト

### メインキャスト
| 俳優   | 役     | 紹介 |
| 鄭愷   | 李天然 | 企画三部の副チーム長。范思思の部下であり、隣人でもある。組長になることを目指しているが、職場の常識や人間関係には疎く、職場の「ブラックホール」的存在。ドジでうっかりミスが多く、トラブルをよく引き起こす。時々ナルシストな一面もあるが、根はお人好しで、頼まれると断れない性格。怒ることが少なく、いわゆる“月光族”（収入をすぐ使い果たすタイプ）で貯金がない。                                           |
| 陳鈺琪 | 范思思 | 企画三部のチーム長。元は広告部のチーム長で、そこから突然異動してきた。実際はこのポジションを早く辞めたがっており、ひどい残業アレルギーと寝起きの機嫌の悪さがある。裏の顔はアニメオタクで、乙女ゲームとブラインドボックスが大好きなオタク女子。そのため貯金もまったくない。残業が嫌いで、自分が会社に「貸している時間」を常に計算している。私生活に仕事を持ち込むのは嫌いだが、勤務中にサボるのは大好き。 |
| 王鶴棣 | 白馬帥 | 企画三部の新入社員。億万長者・白兆億の息子で、23歳。家業を継ぎたくないため、ライバル企業の最下層から働き始めた。李天然の弟子。金銭感覚が一般人とはズレており、職場の倫理に合っているようでどこかズレた「お坊ちゃま行動」を繰り返し、周囲を困惑させる。仕事や学習には一生懸命で、自分の素性を隠すことと仕事を覚えることの間で右往左往している。                                                           |

### 他のキャスト
| 俳優   | 役     | 紹介 |
| 張紹剛 | 魚其緲 | 企画三部の部長。名前のとおり、記憶力は「金魚レベル」で7秒しかもたない。言ったことをすぐに忘れ、いつも突飛で現実離れした提案をする。裏ではバンドのボーカル。ドライバーとしては「ロードレイジ」（怒りっぽい）持ち。 |
| 袁文康 | 鄭正好 | 高発グループ副会長で、本作の「ラスボス」とも言える存在。実権を握り、社員の生産性向上のためと称して迷惑な制度を次々と導入する。歌うことが好き。 |
| 梁超   | 吉娃娃 | 企画三部のチーム長。45歳。社内きっての「ドタキャン王」。いつも「家族の事情」で会議や仕事をスキップする。家族思い。 |
| 鐘麗麗 | 江美   | 企画三部の社員。普段は素直でしっかり者で、まるで「小さな太陽」のような存在だが、極度の下戸。お酒の匂いだけで酔ってしまい、酔うと他人のゴシップを暴露したり、奇抜な行動をとったりする。 |
| 吴亜衡 | 姚斯文 | 企画三部のディレクター。いつも同僚たちに飲み会への参加を強要する。長年独身。 |
| 张悦驰 | 吴名氏 | 企画三部の社員。「社畜の神」と呼ばれる存在で、完全なる「透明人間」。10年間勤務しているが、存在感がなさすぎて誰にも気づかれない。そのおかげで自由に社内を出入りし、いろいろな秘密を知ることができる。注目されることに憧れている。 |
| 程梓   | 吴意美 | 企画三部の財務課長。整形を重ねた結果、顔面が無表情（表情筋麻痺）に。実際は感情豊かだが、見た目で誤解されがち。 |
| 吴明晶 | 周蝦米 | 李天然の大学の後輩。かつて李天然に好かれていたが、彼を「キープくん」として扱っていた。複数の男性と曖昧な関係を持つ「プレイガール」系女子。 |
| 合文俊 | 高得分 | 企画一部のチーム長。節約マスターで「仕事の鬼」。会社史上最長の連続残業記録を更新中。家賃や食費を削りまくり、まもなく都市中心部のマンションが買えるほどに。老後の夢は「世界一の富豪になってから引退する」こと。45年の引退プランを立てていたが、「まだ働きたい」として取り消し。お金を節約するために李天然と同居し、彼に怪しい節約術を勧めてくる。 |
| 張榕容 | 王五六 | 「住宅仲介業者」「職場の専門家」「心理学者」「宇宙学者」など、多様な肩書きを持つ謎の人物。言っていることはなぜか説得力がある。細かい得を好むタイプ。 |
| 施羽   | 郝有乾 | 高発グループの会長。「眠りながらも会社を見る仙人」と称される。白馬帥の親友で、ゲームIDは「周伯通」。 |
| 康亢   | 崔花郎 | 鄭正好的秘書。周囲から「頭があまり良くない」と思われているが、唯一嫌いなことは「靴を踏まれること」。 |
| 趙正阳 | 魏常斌 | |

## 制作情報
本作は主に江蘇省無錫にある「国家デジタル映画産業園（華莱坞）」のスタジオで撮影され、無錫市内のさまざまな場所でもロケが行われた。ロケ地には無錫貢湖湾湿地公園、無錫大劇院、浜湖区湖浜商業街、無錫万象城などが含まれています。
また、「高発電子会社」の社屋外観として使用されたのは、無錫IFS国金中心である。